# 路地恋花
『路地恋花』（ろぉじコイバナ）は、麻生みことによる日本の漫画。『good!アフタヌーン』（講談社）にて2009年1号から2012年23号まで連載された後、続編にあたる『小路花唄』（こうじはなうた）が『good!アフタヌーン』（講談社）にて2016年3号から2019年11号まで連載。
京都のとある路地（ろぉじ）にある、職人や芸術家の集まる店舗兼用の長屋「ふきこ路地」の住人達の恋模様をオムニバス形式で描く。なお、各話のサブタイトルには舞台となる店の屋号が使われている（第3話を除く）。舞台のモデルは京都市東山区に実在するあじき路地。

## 主な登場人物
安竹 小春（やすたけ こはる）
第1話・第12話・最終話の主人公。手作り本工房「綴」（とじ）を営む製本職人。客のオーダーに応じて様々な本を制作する。「紙フェチ」（本人談）。地方出身者で、京都に住み始めたのは大学時代。製本だけでは生活が苦しいため、図書館からの依頼で本の補修の内職をしたり、書店でのアルバイトもこなしている。
十和田 郁巳（とわだ いくみ）
第1話に登場。京都出身。イベンター。かつてはバンド「SHAKIN' HEADS」のギタリストとして活躍していた。バンド時代にはほぼ全ての楽曲の作詞作曲を手掛けており、それらの作品の製本を小春に依頼する。
関 光生（せき みつお）
第2話・第18話の主人公（初登場は第1話）。小春の工房の隣でシルバーアクセサリーショップ兼アトリエ「MONO・CHROME（モノクローム）」を営む銀細工職人。学生のころから十和田の音楽のファンだった。
風花（ふうか）
第2話に登場。「MONO・CHROME」の常連客。大阪出身で京都の大学に通う学生。家は店舗経営などを営むお嬢様育ち。馬鹿正直でかなり惚れっぽく、彼氏が出来るたびに光生の店でペアリングを作る恋多き女性であるが、騙される（デート商法や不倫など）か長続きしないかで失恋を繰り返しており、3年間で13回作ってもらったリングは13回とも返品している。
柳田 雛子（やなぎだ ひなこ）
第3話の主人公（初登場は第2話）。高校時代は美大志望だったが、巽の才能を目の当たりにして自分では描くのをやめ、学芸大で美術論を専攻した。生活能力皆無の巽にちょくちょく世話を焼き、今では巽に代わって絵の売り込みも積極的に行うなどほとんどマネージャー状態。しかし画材を送って姿をくらます。
巽 篤郎（たつみ あつろう）
第3話に登場。画家。雛子とは高校時代の同級生。才能はあるが美大を卒業したのちも開花しきれておらず、また、売り込みに対して貪欲ではないためあまり売れていない。
井沢 皐月（いざわ さつき）
第4話・第7話の主人公（初登場は第3話）。喫茶「夏菊」のマスターだが本業は小説家。半年前に東京から京都に居を移し、路地の住人や客達のために土日だけ喫茶店を営んでいる（ナオミが居つくようになってからは平日も営業）。周囲には小説家ということは明かしているが、ペンネームだけは誰にも教えていない。
筆を置いていたが、本格的に菓子職人を目指すことにしたナオミが店を離れてしまったことによる寂しさを小説に書き、小説家として復活。その後、ナオミと共にフランスへ移住した。
ナオミ
第4話に登場。たまたま「夏菊」に来店した際に、井沢を気に入って日参するようになった少女。祇園育ちの生粋の京女だが、ロリータファッションを愛する嗜好などのせいか伝統の古都からはみだしており、地元があまり好きではない。同年代とも話が合わず、登校拒否のまま井沢の店に入り浸っている。嶽本野ばらのファン。実家は創業80年の和菓子屋だが、本人はケーキ作りが好きで、素人ながら金が取れるほどの腕前を持つ。井沢におみやげとして持って来たケーキが喫茶店の客に好評を博し、店のメニューとなる。
これをきっかけに本格的に洋菓子職人を目指し、井沢を伴ってフランスへと留学した。
麻美（あさみ）
第4話で初登場。第3巻の描きおろし漫画にも登場。キャンドル作家。嵯峨野出身のはんなりとした京美人。その美貌と良心的な仕事にファンが多い。
本間（ほんま）
第5話の主人公。第3巻の描きおろし漫画にも登場。麻美がキャンドル制作を請け負っているブライダル企業の社員。麻美に想いを寄せている。
藤木 一松（ふじき いっしょう）
第6話・第16話の主人公。巽が住んでいた部屋に新しく入居してきた、完全オーダー制の「花屋一松」を営む。華道の家元の息子。女性であれば誰彼構わず優しく接するためファンも多いが誤解を招いてトラブルになってしまうこともしばしば。
月森 望美（つきもり のぞみ）
第6話に登場。一松を巡る女性同士のトラブルを担当することになった女性検事。男と対等に働きたいと思っているが、思うようにいかないことに不満を持っている。
佐倉（さくら）
第8話の主人公（初登場は第6話）。友禅染ののり置き職人への弟子入りを希望しつつ、修行の一環として友禅染の小物店「布小物佐倉家」を営む女性。「師匠」が脳梗塞で倒れてからは、住み込みで世話をしつつその技術を受け継ぐ。
師匠
佐倉の友禅染ののり置き職人としての師匠（本名は出てこない）。佐倉の度重なる弟子入り志願に対して、業界の将来を悲観して断っていたが、佐倉が新たな方法で伝統を受け継ぐつもりであることを聞き、脳梗塞で右手が動かなくなってしまったことをきっかけに佐倉に技術を伝える。
原田 葵（はらだ あおい）
第9話・第10話の主人公。万華鏡作家。引っ込み思案で、高身長にコンプレックスを感じている。その性格ゆえ万華鏡も対面販売せずネット通販のみで、生活費は実家から仕送りしてもらっているという、他人から見るとニートや引きこもりと大差ない生活を送っている。佐倉が長屋に住んでいた当時は面倒を見ていたが、佐倉が長屋を出る際の餞別に万華鏡のように模様が変わる金魚鉢を作ろうと思い立ち、ガラス職人である恵の店を訪れる。
北尾 恵（きたお めぐみ）
第9話で登場。ガラス吹き職人。大阪出身で、葵の言動には辛辣ともとれる厳しいツッコミを入れる。自分勝手と批判されることの多い性格を自分でも認めているが、葵と付き合うことで自分が変われると感じるようになった。
慎吾（しんご）
第11話・第14話の主人公。美容院「セビリア」を営む美容師。親は九州出身。大家の早苗には若いころの夫の声にそっくりとして声を気に入られている。
美姫（みき）
第11話に登場した慎吾の幼なじみ。小学生時代から慎吾に髪をまかせているが、その原因を作ったかつてのいじめっ子と結婚した。
西山 椿（にしやま つばき）
第13話・第19話の主人公（初登場は第12話）。「椿靴工房」をやっているオーダーメイドの靴職人。実家は奈良で有名な靴店。父親が自分のことを認めてくれないと感じ反発から家を出て独立。
内田（うちだ）
第13話に登場。娘・梓のために、中学校入学式で履くローファーを椿にオーダーする。妻は3年前に他界。ローファーのデザインは、その妻が娘のために残したスケッチがもとになっている。
内田 梓（うちだ あずさ）
第13話に登場。幼少時の骨折のため、左右の足の長さが違う。照れ隠しのために反抗的な言葉を言ったりする。
笠原 早苗（かさはら さなえ）
第15話の主人公（初登場は第14話）。長屋「ふきこ路地」の大家。元々は呉服店の跡取り娘だったが、宇宙工学を学ぶ笠原と知り合い、恋に落ちるものの父親の理解が得られず、母親の采配で勘当される形で笠原と結婚・渡米。その後35年間実家には戻れなかったが、その間夏と冬に切り絵を母に宛てて送り続けていた。
母の死後長屋を譲り受け、ものづくり職人向けの「ふきこ路地」とする。
蕗子（ふきこ）
早苗の母。娘のよき理解者であったが、呉服屋のおかみとしての立場から早苗を勘当し、その後死ぬまで会うことはなかった。一方で早苗が送り続けた切り絵を型友禅の反物として遺す。また、町並み保存活動の一環として物語の舞台となる長屋を早苗に遺した。
里中 鷹志（さとなか たかし）
第17話の主人公（初登場は第16話）。人形作家。人知れず長屋の奥の「鷹目石工房」にひきこもって美少女の人形を製作している。一体10万円程度。
浅田 樹安（あさだ じゅあん）
第17話に登場。劇団主宰。舞台の脚本、出演もやっている。
竹若（たけわか）
最終話に登場（初登場は第18話）。光生が引っ越した後の部屋で、時計屋「刻」を開き、アナログ時計の修理やオリジナル腕時計の作成を行っている。元カノが路地を気に入っていた。
クコ、キッカ
路地を縄張りにしたはる猫たち。

## 書誌情報
- 麻生みこと 『路地恋花』 講談社〈アフタヌーンKC〉、全4巻
  1. 2010年2月5日発売[3]、ISBN 978-4-06-310628-2
  2. 2010年9月7日発売[4]、ISBN 978-4-06-310691-6
  3. 2011年9月7日発売[5]、ISBN 978-4-06-310772-2
  4. 2012年9月7日発売[6]、ISBN 978-4-06-387839-4
- 麻生みこと 『小路花唄』 講談社〈アフタヌーンKC〉、全4巻
  1. 2016年12月7日発売[7]、ISBN 978-4-06-310628-2
  2. 2017年10月6日発売[8]、ISBN 978-4-06-310691-6
  3. 2018年10月5日発売[9]、ISBN 978-4-06-513009-4
  4. 2019年12月6日発売[10]、ISBN 978-4-06-517900-0